# سيباستيان ياكوب
سيباستيان ياكوب (بالألمانية: Sebastian Jacob)‏ (26 يونيو 1993 بساربروكن في ألمانيا - ) هو لاعب كرة قدم ألماني في مركز الهجوم. لعب مع نادي كايزرسلاوترن.

## وصلات خارجية
- سيباستيان ياكوب على موقع قاعدة بيانات كرة القدم.إي يو (الإنجليزية)
- سيباستيان ياكوب على موقع Soccerway.com (الإنجليزية)
- سيباستيان ياكوب على موقع عالم كرة القدم.نت (الإنجليزية)